# Pilatus PC-9
Пилатус PC-9 (англ. Pilatus PC-9) — швейцарский учебно-тренировочный самолёт, разработанный авиастроительной компанией Pilatus Aircraft для Королевских ВВС Великобритании.

## Техническое описание
УТС Пилатус PC-9 представляет собой моноплан c низкорасположенным крылом, убираемым трёхопорным шасси и одним турбовинтовым двигателем. Экипаж из двух человек (обучаемый и инструктор) располагаются в двухместной кабине тандемной компоновки.

## История разработки
Самолёт разрабатывался на базе модели Pilatus PC-7. В сравнении с PC-7, PC-9 имеет больший фюзеляж, оснащён катапультируемыми креслами и турбовинтовым двигателем. Разработка модели началась в 1982 году, а первый полёт прототипа выполнен 7 мая 1984 года.
Первоначально самолёт предназначался для поставки в ВВС Великобритании, но вместо него на вооружение был принят Short Tucano.
Однако заказ на эту модель был получен от Королевских ВВС Саудовской Аравии и к 2004 году было произведено более 250 экземпляров.

## Тактико-технические характеристики

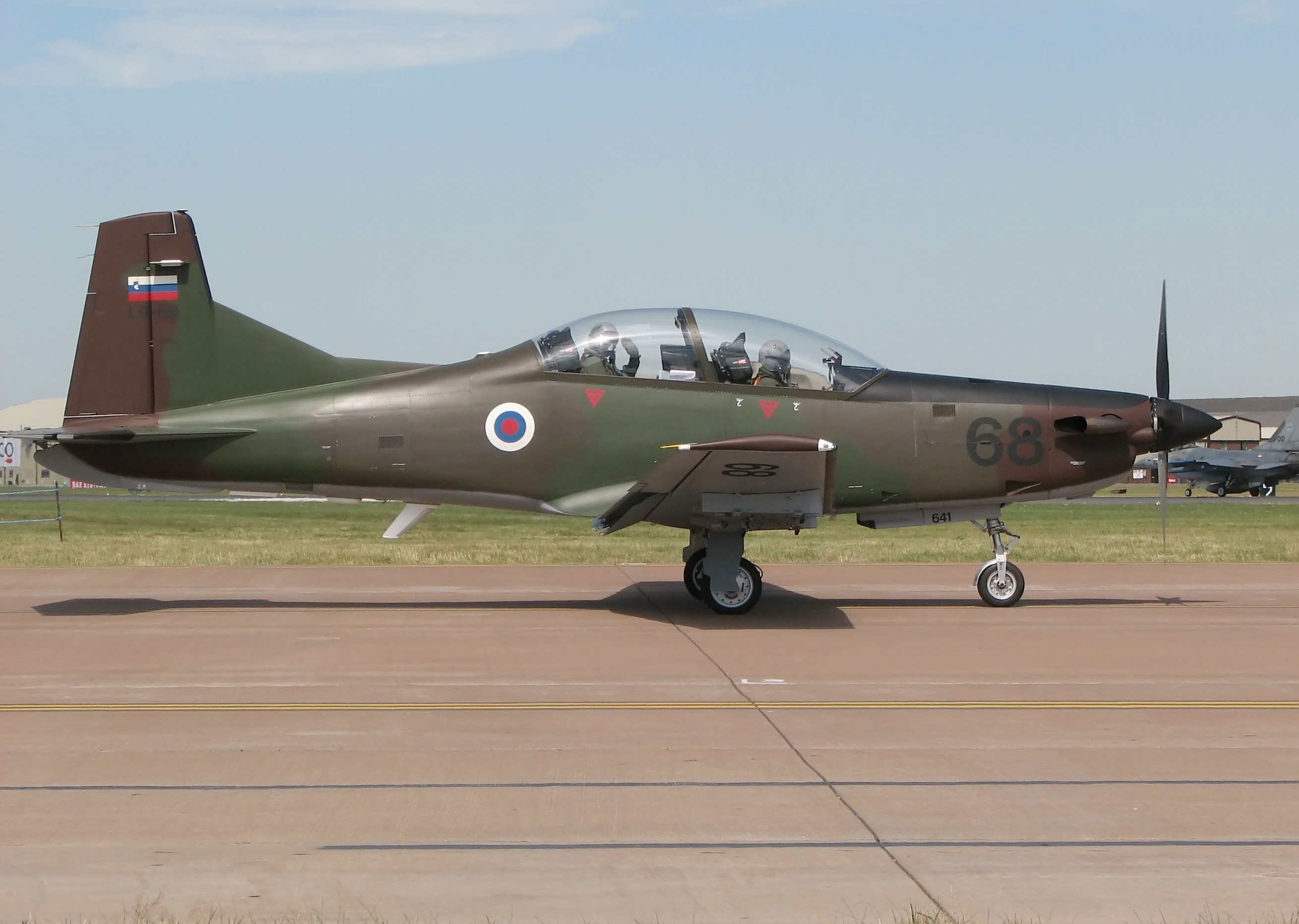
PC-9 на вооружении у ВС Словении.

Источник данных: 

Технические характеристики
- Экипаж: 2
- Длина: 10.18 м
- Размах крыла: 10.19 м
- Высота: 3.26 м
- Площадь крыла: 16.3 м2
- Масса пустого: 1781 кг
- Максимальная взлётная масса: 2350 кг ~ 3200 кг (в зависимости от модификации)

Лётные характеристики
- Максимальная скорость: 593 км/ч
- Крейсерская скорость: 552 км/ч
- Скорость сваливания: 128 км/ч
- Боевой радиус: 650 км
- Практическая дальность: 1,850 км
- Скороподъёмность: 19,7 м/с

## На вооружении
- Швейцария — 6
- Хорватия — 17 PC-9M по состоянию на 2024 год[2].
- Австралия — 67, по состоянию на 2013 год.
- Словения — 9 PC-9M по состоянию на 2024 год[3].
- Ирландия — 8 PC-9M по состоянию на 2024 год[4].